# Halna distrikt
Halna distrikt är ett distrikt i Töreboda kommun och Västra Götalands län. 
Distriktet ligger sydost om Töreboda. 

## Tidigare administrativ tillhörighet
Distriktet inrättades 2016 och utgörs av socknen Halna i Töreboda kommun.
Området motsvarar den omfattning Halna församling hade vid årsskiftet 1999/2000.